# Girolamo Marchesi

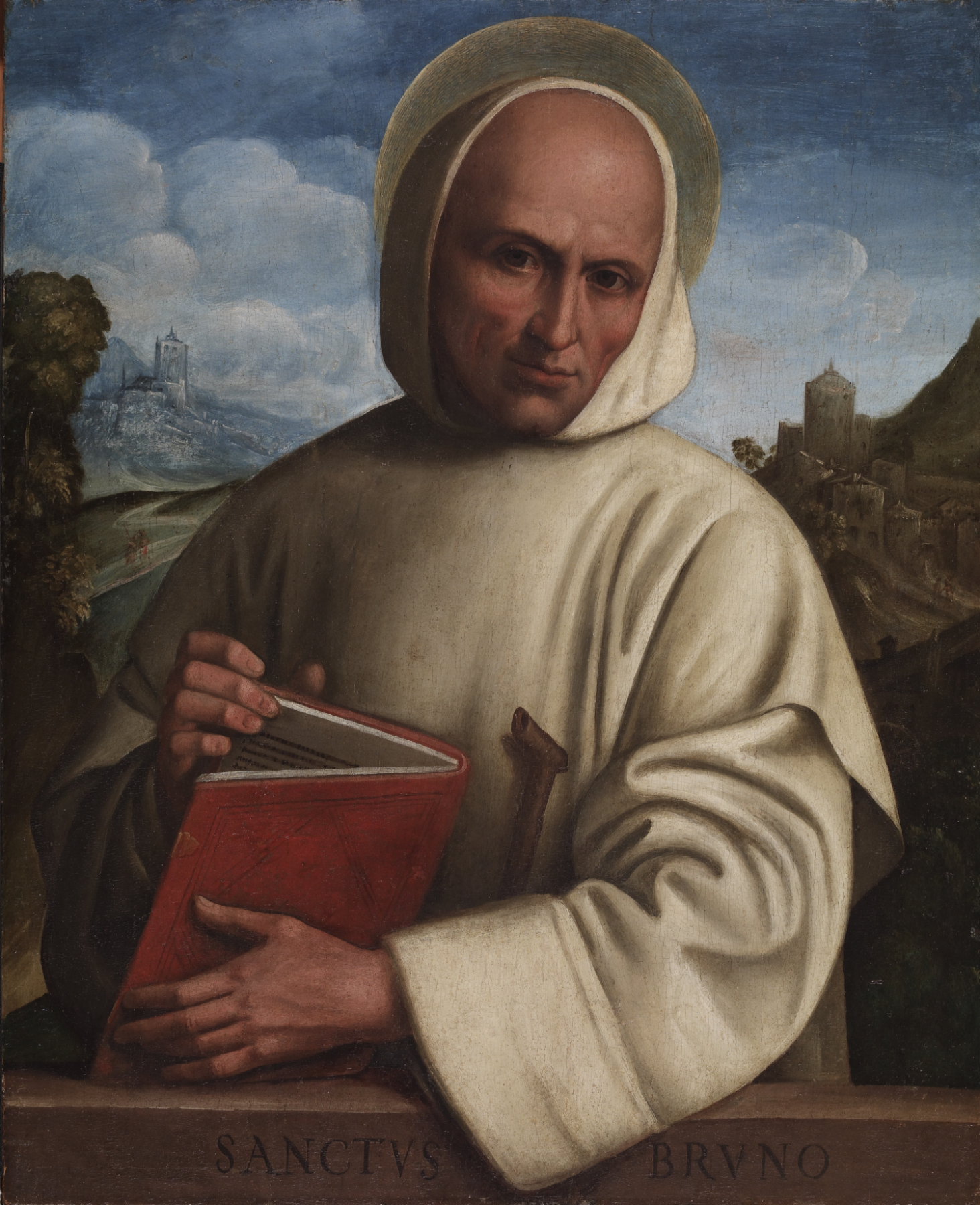
Bruno av Köln, målad av Girolamo Marchesi.

Girolamo Marchesi (da Cotignola), född omkring 1471 i Cotignola, död 1550, troligen i Rom, var en Italiensk målare av bolognesiska och sedermera av romerska skolan.
Marchesi var enligt äldre åsikt lärjunge av Francesco Francia, enligt nyare utsago (Lermoliev) av Francesco och Bernardino Zaganelli, men utbildade sig under inflytande av Rafael och arbetade i Bologna, Rom och Neapel, en kort tid även i Rimini och Ravenna. Till de bästa av hans senare arbeten hör Ordensregeln meddelas bernhardinmunkarna (i Berlin). 